# تيلي أواردز
تيلي أواردز (بالإنجليزية: Telly Awards)‏ هو أضخم حفل جوائز سنوي دولي تأسس في عام 1979 في الولايات المتحدة الأمريكية لتكريم الأعمال والبرامج المميزة المنتجة للفيديو والتلفزيون وأيضا الإعلانات التجارية المحلية والإقليمية في مختلف الفئات عبر مختلف الشاشات حول العالم، بالإضافة إلى استمرار المسابقة تحديث فئاتها لتشمل مجمعات أخرى مختلفة من برامج الفيديو والتلفزيون الغير مذاعة مثل الوثائقيات والأفلام والفيديوهات المذاعة على مواقع التواصل الإجتماعي (سلاسل الويب، الواقع الافتراضي وغيرها) وتمثل الأعمال مجموعة من وكالات الإعلان ومحطات التلفزيون وشركات الإنتاج والعلامات التجارية الكبرى مثل وارنر برذرز، فوكس نيوز، إتش بي أو، بي بي سي، بلومبيرغ إل بي، باراماونت غلوبل، نتفليكس.

## لجنة التحكيم
يجري تقييم أكثر من 12000 عمل دولي مرشح سنويا من قبل لجنة تحكيم تتألف من أكثر من 200 خبير رائد في الصناعة سبق أن فازوا بجائزة "التيلي الفضي" واستثمروا في الحفاظ على مستوى التميز التاريخي، ويتم اختيارهم من جميع أنحاء الولايات المتحدة، يمثلون الشركات الكبيرة والصغيرة بما في ذلك وكالات الإعلان وشركات الإنتاج وشبكات التلفزيون الكبرى، ويشمل ذلك المديرين التنفيذيين للشركة
مثل مؤشر داو جونز الصناعي وشركة هيرست وشبكة البرمجة الترفيهية والرياضية وغيرها من العلامات التجارية المعترف بها وطنيا.

## الفئات
يجري الإعلان عن الترشيحات لجوائز تيلي بيبول على موقع التصويت التابع للحفل قبل أربعة أسابيع من حفل توزيع الجوائز الرئيسي؛ بالموازاة، تشاهد الجماهير الأعمال عبر الإنترنت وتقيم مقاطع الفيديو للمساعدة في تحديد الفائزين بجائزة تيلي بيبول.
تقسم جوائز تيلي أواردز على فئات مختلفة منها فئات مستحدثة ومتنوعة كل سنة بهدف مواكبة التطور التكنولوجي وتضمين جميع المجالات الرئيسية من الموسيقى، والأخبار مرورا بالدراما الإذاعية والكوميديا والرياضة، إلى محتوى الخاص بالتواصل الاجتماعي والعالم الافتراضي دون تمييز بين حجم المحطات أو الفئات المتخصصة.
تقيم لجنة التحكيم كل عمل مشارك على مقياس مكون من 10 نقاط. حيث يتم منح الجوائز على ثلاث مراكز وهي الذهبية والفضية والبرونزية. تفوز المشاركات التي تحصل على 9 نقاط أو أعلى على تمثال "تيلي الفضي"، فيما تفوز المشاركات التي يبلغ متوسط نقاطها من 7 إلى 8.9 بتمثال "تيلي البرونزي".
يعد الفوز بجائزة تيلي أوارذز إنجازًا إبداعيًا مهمًا. بناءً على نسبة الفائزين خلال السنوات القليلة الماضية، تم اختيار ما يقرب من 7-10٪ من المرشحين كفائزين بجائزة "تيلي الفضية" فيما يمثل الفائزون بجائزة "تيلي البرونزية" حوالي 18-25٪ من المرشحين.
في التقييم لا تتنافس الأعمال المشاركة مع بعضها البعض. بل يشمل التنافس تميز كل عمل مرشح، كما يمكن لبعض الأعمال المرشحة أن تفوز عدة مرات في فئات مختلفة حيث لا يوجد عدد محدد من الفائزين لكل فئة، بينما يمكن أن لا تحصد بعض الفئات أي جائزة إذا لم يكن العمل المرشح مميزا بالنسبة للحكام.

### فئة العلامات التجارية
| نوع الجائزة                               | فئاتها                                                      | |
| ----------------------------------------- | ----------------------------------------------------------- | --- |
| محتوى العلامات التجارية (Branded Content) | - 1. فئة تيلي الخاصة بالأشخاص (People’s Telly Category)     | - فئة تيلي الخاصة بالأشخاص بالعلامة التجارية (People’s Telly Branded Content) : محتوى العمل يدمج بيئة العالم الحقيقي مع الصور الرقمية والواجهات ويرتيط بالعلامة التجارية. |
| محتوى العلامات التجارية (Branded Content) | - 2. فئة كرافت كاتيغوري (Craft Categories)                  | - فئة الرسوم المتحركة ثنائية الأبعاد 2D (2D Animation) - فئة الرسوم المتحركة ثلاثية الأبعاد 3D (2D Animation) - فئة الغرافيك / الرسوم المتحركة ثلاثية الأبعاد (غير مجسمة) 3D Graphics/Animation (Non-Stereoscopic) - فئة التصوير السينمائي الجوي (Aerial Cinematography) - فئة المخرج الفني (Art Direction) - فئة تصميم الشخصيات (Character Design) - فئة الإخراج (Directing) - فئة المونتاج (Editing) - فئة محتوى رسوم متحركة كامل (Fully Animated piece): إنشاء جزء كامل مرتبط بعلامة تجارية باستخدام الرسوم المتحركة. - فئة فيديو تفاعلي (Interactive Video) - فئة إضاءة (Lighting) - فئة موشن جرافيك/تصميم (Motion Graphics/Design) - فئة حملة فيديو متعددة المنصات (Multiplatform Video Campaign) : تخص الجائزة المحتوى المرتبط بعلامة تجارية موزعة عبر منصات متعددة - فئة ضبط التصميم (Set Design) - فئة تصميم الصوت (Sound/Sound Design) - فئة تصميم العنوان (Title Design) - فئة استخدام الرسوم المتحركة (Use of Animation) - فئة استخدام الكوميديا (Use of Comedy) - فئة استخدام الغرافيك (Use of Graphics) - فئة استخدام البث المباشر (Use of Live Stream) - فئة استخدام مقاطع الفيديو الطويلة (فوق 30 دقيقة) (Use of Long form Format (above 30mins)) - فئة استخدام الموسيقى (Use of Music) - فئة استخدام مخزون اللقطات (Use of Stock Footage) - فئة استخدام الواقع الافتراضي (Use of VR) : محتوى مرتبط بعلامة تجارية تم إنشاؤه لبيئة عرض الواقع الافتراضي. - فئة محتوى ناشئ عن طريق مستخدم (User Generated Content) : محتوى مرتبط بعلامة تجارية تم إنشاؤه جزئيًا أو كليًا باستخدام محتوى من إنشاء المستخدمين. - فئة التصوير بالفيديو/التصوير السينمائي (Videography / Cinematography) - فئة المؤثرات البصرية (Visual Effects) : فئة تراعي فقط التأثيرات المرئية المدمجة في العمل. - فئة التعليق الصوتي (Voiceover) - فئة كتابة (Writing) |
| محتوى العلامات التجارية (Branded Content) | - 3. الفئات العامة (Craft Categories)                       | - السيارات (Automotive) : محتوى مرتبط بعلامة تجارية تم إنشاؤه لإعلام المشاهد بالموضوعات المتعلقة بصناعة السيارات. - الجمال والموضة ونمط الحياة (Automotive) : محتوى مرتبط بعلامة تجارية تم إنتاجه للترويج للعلامات التجارية الخاصة بنمط الحياة. - 'سيرة شخصية (Biography) : محتوى مرتبط بعلامة تجارية تم إنتاجه على سيرة ذاتية طبيعية. - العلامة التجارية (Branding) : مقاطع فيديو عبر الإنترنت ذات علامة تجارية تركز على الشعارات أو الرموز أو التصميمات التي تميز منتجًا عن المنتجات الأخرى. - فئة الميزانية أقل من 100000 دولار (Budget Under $100,000) : محتوى مرتبط بعلامة تجارية تم إنشاؤه بأقل من 100000 دولار. - فئة من شركة إلى مستهلك (Business-to-Consumer) : فيديو عبر الإنترنت ذو علامة تجارية يركز على الاتصال أو التجارة بين الشركة والمستهلك. - التسويق لهدف ما (Cause Marketing) : محتوى مرتبط بعلامة تجارية تم إنشاؤه لتسويق الأغراض الاجتماعية والخيرية الأخرى. - الخيرية (Charitable) : محتوى مرتبط بعلامة تجارية تم إنشاؤه لمنظمات أو قضايا خيرية. - أطفال (Children) : محتوى مرتبط بعلامة تجارية تم إنشاؤه للأطفال. - كوميديا: قصير أو حلقة (Comedy: Short or Episode) : محتوى مرتبط بعلامة تجارية تم إنتاجه لإضحاك المشاهدين. - اعلانات تجارية (Commercials) : إعلانات الفيديو التجارية عبر الإنترنت التي تروّج لمحتوى خاص بعلامة تجارية تابعة لمؤسسة ما. - صورة الشركة (Corporate Image) : محتوى مرتبط بعلامة تجارية تم إنشاؤه لإطلاق أو رفع صورة الشركة. - D&I (D&I) : فيديو أصلي تم إنشاؤه نيابة عن علامة تجارية يهدف إلى الاحتفال أو الترويج للتنوع والشمول من جميع الأنواع. - وثائقي منفرد (Documentary: Individual) : محتوى مرتبط بعلامة تجارية تم إنشاؤه لتوثيق الأحداث المهمة / الممتعة أو الأشخاص. - التعليم والتدريب (Education & Training) : يتم استخدام المحتوى المرتبط بعلامة تجارية كمواد تعليمية. - ترفيه (Entertainment) :المحتوى المرتبط بعلامة تجارية يتمحور حول عالم الترفيه بما في ذلك الأفلام والأحداث وألعاب الفيديو. - الأحداث (Events) : محتوى مرتبط بعلامة تجارية تم إنشاؤه لعرض حدث مباشر. - الخدمات المالية / المصرفية (Financial Services/Banking) : محتوى علامة تجارية تم إنشاؤه لإطلاق أو رفع صورة مؤسسة مالية. - اللياقة والصحة والعافية (Fitness, Health & Wellness) : محتوى مرتبط بعلامة تجارية يتم إنتاجه للترويج لمنتجات أو خدمات أو مرافق اللياقة أو الصحة أو العافية أو إبرازها. - طعام وشراب (Food / Beverage) : محتوى مرتبط بعلامة تجارية تم إنشاؤه للترويج لصناعة الأغذية والمشروبات. - ألعاب (Games) : فيديو أصلي يحمل علامة تجارية تم إنشاؤه للترويج للعبة. - فئة علاقات حكومية (Government Relations) : محتوى مرتبط بعلامة تجارية يتم إنتاجه لنقل المعلومات من الجهات الحكومية إلى عامة الناس. - فئة الصحة والأمان (Health & Safety) : محتوى مرتبط بعلامة تجارية مصمم لتعزيز التعليم والتدريب حول صحة أو سلامة مشاهديه. - فئة How-To/DIY : تم إنتاج المحتوى ذي العلامة التجارية لإرشاد المشاهدين إلى كيفية إكمال مهام معينة. - فئة الأحداث المختلطة (Hybrid Events*) : محتوى فيديو لعلامة تجارية تم إنتاجه للدمج في حدث مختلط. - فئة المؤثرين والمشاهير (Influencer&Celebrity) : محتوى مرتبط بعلامة تجارية يظهر بشكل بارز مؤثر أو أحد المشاهير. - فئة تعليمية (Instructional) : محتوى مرتبط بعلامة تجارية يعرض محتوى يشرح كيفية تنفيذ إجراء أو مهمة. - فئة التجارب الحية (Live Experiences) : فيلم أو فيديو علامة تجارية تم إنشاؤه لعرض حدث مباشر. - فئة المتاحف والمعارض (Museums & Galleries) : محتوى مرتبط بعلامة تجارية تم إنتاجه بواسطة أو لصالح المتاحف وصالات العرض. - فئة الموسيقى (Music) : محتوى مرتبط بعلامة تجارية تم إنشاؤه للترويج لحدث موسيقي أو عازف موسيقي أو تصويره. - فئة المحتوى الغير ربحي (Not-for-profit) : محتوى فيديو عبر الإنترنت تحمل علامة منظمة غير ربحية. - فئة People’s Telly: Branded Content : فئة حديثة تخص المحتوى العام المرتبط بعلامة تجارية، من المقرر وضع جميع الأعمال التي تم إدخالها في هذه الفئة في القائمة المختصرة من قبل الحكام. - فئة منتجات الأدوية (Pharmaceutical) : محتوى ذو علامة تجارية يعرض شركات الأدوية أو المنتجات التي تنتجها. - فئة التدوين الصوتي (Podcast) : تمت إعادة إنشاء الفيديو الأصلي للعلامة التجارية لمرافقة بودكاست علامة تجارية أو الترويج له. - فئة التسويق (Promotional) : محتوى فيديو عبر الإنترنت لعلامة تجارية تم إنشاؤه لأغراض ترويجية. - فئة المصلحة العامة (Public Interest/Awareness) : محتوى مرتبط بعلامة تجارية يروج لقضايا المصلحة العامة والنشاط. - فئة التوظيف (Recruitment) : محتوى لعلامة تجارية تم إنتاجه أو توجيهه عن بُعد. - فئة الإنتاج عن بعد (Remote Production). - فئة العلوم والتكنولوجيا (Science & Technology) : محتوى مرتبط بعلامة تجارية يعرض أو يروج للاستكشاف والاكتشافات العلمية والعلمية. - فئة اجتماعي (Social) : مقاطع فيديو عبر الإنترنت ذات علامات تجارية تعرض مواد يتم بثها حصريًا على المواقع الاجتماعية. - فئة التأثير الإجتماعي (Social Impact) : محتوى مرتبط بعلامة تجارية تم إنشاؤه لإعلام المشاهد أو التأثير عليه بشأن القضايا الاجتماعية. - فئة مسؤولية اجتماعية (Social Responsibility) : محتوى حديث مرتبط بعلامة تجارية يروّج للقضايا الاجتماعية. - فئة الرياضات (Sports) : محتوى مرتبط بالعلامة التجارية المتعلق بالرياضة. - فئة الطلاب (Student) : فيديو المحتوى الأصلي المرتبط بعلامة تجارية تم إنتاجه بواسطة فرد أو مجموعة من الطلاب. وتقتصر هذه الفئة على عمل الأشخاص المسجلين حاليًا في البرامج الأكاديمية. - فئة البيئة والإستدامة (Sustainability) : يركز المحتوى المرتبط بعلامة تجارية على الاستدامة - الفوائد البيئية والاجتماعية الإضافية - للمنتج أو الخدمة. - فئة السفر والسياحة (Travel/Tourism) : محتوى مرتبط بعلامة تجارية تم إنشاؤه لإعلام المشاهد بالسفر والسياحة (شركات الطيران، وإيجارات العطلات والمنتجعات والوجهات وتأجير السيارات وما إلى ذلك). - فئة الترند (Viral) : محتوى فيديو عبر الإنترنت ذي علامة تجارية تمت مشاركته وعرضه بمعدل هائل وغير مسبوق. - فئة الأحداث والتجارب الافتراضية (Virtual Events & Experiences) : فيديو تم إنتاجه بواسطة أو من أجل حدث أو تجربة افتراضية ذات علامة تجارية. - فئة ثقافة مكان العمل (Workplace Culture) : محتوى مرتبط بعلامة تجارية يهدف إلى الترويج / الاحتفال بثقافة مكان العمل في المؤسسة الأم. |
| محتوى العلامات التجارية (Branded Content) | - 4. الفئات الخاصة بالحملات الإعلانية (Campaign Categories) | - الحملة الإعلانية : الرسوم المتحركة (Campaign: Animation). - الحملة الإعلانية : العلامة التجارية (Campaign: Branding). - (Campaign: Business-to-Business). - الحملة الإعلانية : من شركة إلى مستهلك (Campaign: Business-to-Consumer). - الحملة الإعلانية : الإعلانات التجارية (Campaign: Commercials ). - (Campaign: D&I). - الحملة الإعلانية : المؤثرين والمشاهير (Campaign: Influencer & Celebrity). - الحملة الإعلانية : المحتوى الغير ربحي (Campaign: Not-for-profit). - الحملة الإعلانية : الترويجية أو التسويقية (Campaign: Promotional ). - الحملة الإعلانية : التوظيف (Campaign: Recruitment). - الحملة الإعلانية : المواقع الاجتماعية (Campaign: Social ). - الحملة الإعلانية : الأثر الاجتماعي (Campaign: Social Impact ). - الحملة الإعلانية : الترند (Campaign: Viral). - السلاسل الإعلانية : غير مكتوبة / وثائقية (Series: Non-scripted/Documentary). - السلاسل الإعلانية : النصوص السردية / الروائية (Series: Scripted/Narrative). - الحملة الإعلانية : ثقافة مكان العمل (Workplace Culture) : حملة محتوى مرتبط بعلامة تجارية تهدف إلى الترويج لثقافة معينة في مكان العمل والاحتفال بها في المؤسسة الأم. |

### فئة محتوى لأغراض غير البث
| نوع الجائزة                                       | فئاتها                                                              | |
| ------------------------------------------------- | ------------------------------------------------------------------- | --- |
| محتوى لأغراض غير البث التيلفزيوني (Non-Broadcast) | - 1. فئة جائزة تيلي الخاصة بالأشخاص (People’s Telly Category)       | - فئة تيلي الخاصة بالإنتاج الغير الإذاعي (People’s Telly Branded Content) : إنتاج الأفلام والفيديو الغير مخصص للبث التلفزيوني. |
| محتوى لأغراض غير البث التيلفزيوني (Non-Broadcast) | - 2. فئة كرافت كاتيغوري (Craft Categories)                          | - فئة غرافيك/ رسوم متحركة ثلاثية الأبعاد (غير مجسمة) (3D Graphics/Animation (Non-Stereoscopic)) : إنتاج فيديو غير مخصص للبث التلفزيوني باستخدام الرسومات ثلاثية الأبعاد أوالرسوم المتحركة الثلاثية الأبعاد. - فئة الإخراج الفني (Art Direction). - فئة تصميم الشخصيات (Character Design). - فئة الإخراج (Directing). - فئة المونتاج (Editing). - فئة محتوى رسوم متحركة كامل (Fully Animated piece) : إنشاء جزء كامل غير مخصص للبث التلفزيوني باستخدام الرسوم المتحركة. - فئة إضاءة (Lighting). - فئة موشن جرافيك/تصميم (Motion Graphics / Design). - فئة تصميم العنوان (Title Design). - فئة استخدام الرسوم المتحركة ثنائية الأبعاد (Use of 2D Animation). - فئة استخدام الرسوم المتحركة ثلاثية الأبعاد (Use of 3D Animation). - فئة استخدام الرسوم المتحركة (Use of Animation). - فئة استخدام لقطات أرشيفية (Use of Archival Footage). - فئة استخدام الكوميديا (Use of Comedy). - فئة استخدام الغرافيك (Use of Graphics). - فئة استخدام الموسيقى (Use of Music). - فئة استخدام مخزون اللقطات (Use of Stock Footage). - فئة التصوير بالفيديو / التصوير السينمائي (Videography / Cinematography). - فئة المؤثرات البصرية (Visual Effects). - فئة التعليق الصوتي (Voiceover). - فئة الكتابة (Writing). |
| محتوى لأغراض غير البث التيلفزيوني (Non-Broadcast) | - 3. الفئات العامة (General Categories)                             | - السيارات / المركبات (Automotive / Vehicles) : إنتاج أفلام أو مقاطع فيديو غير مخصصة للبث التلفزيوني تم إنشاؤه لإعلام المشاهد بالموضوعات المتعلقة بصناعة السيارات. - الجمال والموضة ونمط الحياة (Beauty, Fashion & Lifestyle). - سيرة شخصية (Biography). - التسويق لهدف ما (Cause Marketing). - محتوى خيري (Charitable). - جمهور الأطفال (Children's Audience). - كوميديا (Comedy). - صورة الشركة (Corporate Image). - ثقافة (Cultural). - التسويق المباشر (Direct Marketing) : إنتاج أفلام أو مقاطع فيديو غير مخصصة للبث التلفزيوني يمكن استخدامها كأداة تسويق مباشر. - التنوع والشمول (Diversity & Inclusion). - وثائقي منفرد (Documentary: Individual). - وثائقي: مسلسلات (Documentary: Series). - دراما* (Drama*). - التعليم والتدريب (Education & Training). - مؤسسة تعليمية (Educational Institution). - اتصالات الموظفين (Employee Communications) : إنتاج أفلام أو فيديو غير مخصصة للبث التلفزيوني تم إنشاؤه لغرض نقل المعلومات إلى الموظفين. - الترفيه (Entertainment). - لياقة بدنية (Fitness) : محتوى غير مخصص للبث التلفزيوني لمنتجات تروّج أو تعرض كل ما له علاقة باللياقة البدنية أو الخدمات أو المرافق. - جمع التبرعات (Fund Raising). - علاقات حكومية (Government Relations). - الصحة والأمان* (Health & Safety*). - الصحة و العافية (Health and Wellness). - تاريخ (History) : فيلم أو فيديو غير مخصص للبث التلفزيوني تم إنشاؤه لإعلام المشاهدين بأحداث أو أشخاص مهمين / شيقين. - (فئة How-To/DIY :). - أحداث مختلطة* (Hybrid Events*). - معلومة (Information) : تم إنشاء محتوى غير مخصص للبث الإذاعي لإعلام المشاهدين بموضوعات مختلفة. - إتصال داخلي (Internal Communications). - أسلوب الحياة (Lifestyle). - أحداث مباشرة (Live Events). - ميزانية منخفضة (أقل من 700 دولار للدقيقة) (Low Budget (under $700 per minute)) : فيلم أو فيديو غير مخصص للبث الإذاعي تم إنشاؤه بأقل من 700 دولار في الدقيقة للفيديو. - التنوع (Miscellaneous). - محتوى تحفيزي (Motivational). - المتاحف والمعارض (Museums & Galleries). - حفل/عرض موسيقي (Music/Concert). - الطبيعة / الحياة البرية (Nature/Wildlife) : فيلم أو فيديو غير مخصص للبث الإذاعي تم إنشاؤه لإعلام المشاهدين بالطبيعة والحياة البرية. - محتوى غير ربحي (Not-for-profit). - منتجات الأدوية (Pharmaceuticals). - شركة الإنتاج / وكالة الإعلان التجريبي (Production Co./Ad Agency Demo Reel). - العلاقات العامة (Public Relations). - توظيف (Recruitment). - الدين/الروحانيات (Religion/Spirituality). - الإنتاج عن بعد (Remote Production). - أمان (Safety) : فيلم أو فيديو غير مخصص للبث الإذاعي يتم إنتاجه لإرشاد المشاهدين أو إعلامهم بقواعد وإجراءات السلامة. - فئة مبيعات (Sales) : فيلم أو فيديو غير مخصص للبث الإذاعي تم إنشاؤه للترويج لبيع منتج أو خدمة. - فئة تأثير اجتماعي (Social Impact). - فئة القضايا الاجتماعية (Social Issues). - فئة مسؤولية اجتماعية (Social Responsibility). - فئة الرياضات (Sports). - فئة الطلاب (Student). - فئة البيئة والإستدامة (Sustainability). - فئة التدريب (الشركات) (Training (for Corporate use)) : محتوى غير مخصص للبث الإذاعي تم إنشاؤه للشركات لاستخدامه في أغراض التدريب. - فئة السفر والسياحة (Travel&Tourism). - فئة ثقافة مكان العمل (Workplace Culture) : محتوى غير مخصص للبث الإذاعي يهدف إلى الترويج لثقافة مكان العمل أو الاحتفال بها في المؤسسة الأم. |
| محتوى لأغراض غير البث التيلفزيوني (Non-Broadcast) | - 4. الفئات الخارجية / البيئية (Outdoor / Environmental Categories) | - فئة لوحات الشوارع التجارية (Billboard) : إنتاج فيلم أو فيديو خارجي / بيئي معروض على لوحة إعلانية. - فئة المتاجر (In-Store) : فيلم أو فيديو خارجي / بيئي تم إنتاجه للترويج داخل المتجر. - فئة محتوى خارجي غير تقليدى (Non-Traditional) : إنتاج أفلام أو فيديو خارجي / بيئي معروض في بيئة خارجية غير تقليدية. - فئات آخرى (Other) : إنتاج أفلام خارجية / بيئية أو إنتاج فيديو قد لا يتناسب مع أي فئات أخرى. |

### فئة المحتوى التفاعلي والمختلط
| نوع الجائزة                                  | فئاتها                                                        | |
| -------------------------------------------- | ------------------------------------------------------------- | --- |
| محتوى مواقع التواصل الاجتماعي (Social Video) | - 1. فئة جائزة تيلي الخاصة بالأشخاص (People’s Telly Category) | فئة تيلي الخاصة بالتواصل الإجتماعي (People’s Telly Category) : العمل الذي تم إنتاجه جزئيًا أو في واقع غامر ومختلط (واقع افتراضي وفيديو 360 درجة وفيديو تفاعلي)* |
| محتوى مواقع التواصل الاجتماعي (Social Video) | - 2. فئة كرافت كاتيغوري (Craft Categories)                    | - فئة الإخراج (Directing). - فئة المونتاج* (Editing*). - فئة ميتافيرس (Metaverse). - فئة استخدام درجة تصوير 360 (Use of 360). - فئة استخدام درجة أوديو 360 (Use of 360 Audio). - فئة استخدام الواقع المعزز (Use of AR). - فئة تاريخ1 (History1) : محتوى يركز على التاريخ أو أحداث يتم إنشاؤه من أجل وسائل التواصل الاجتماعي. - فئة وسائل الإعلام المختلطة (Mixed Media). - الفيديو الأكثر انتشارًا (Most Viral). - فئة موشن غرافيك/تصميم (Motion Graphics/Design). - تصميم العنوان (Title Design). - فئة استخدام الرسوم المتحركة ثنائية الأبعاد (Use of 2D Animation). - فئة استخدام درجة تصوير 360 (Use of 360). - فئة استخدام الرسوم المتحركة ثلاثية الأبعاد (Use of 3D Animation). - فئة استخدام الكوميديا (Use of Comedy). - فئة استخدام قصص انستغرام (Use of Instagram Stories). - فئة استخدام البث المباشر (Use of Livestream). - فئة استخدام تقنية الإطار المربع (Use of Square Format). - فئة استخدام مخزون اللقطات (Use of Stock Footage ). - فئة استخدام تقنية التنسيق العمودي (Use of Vertical Format). - فئة التعليق الصوتي (Voiceover). |

- 1 فئات مستحدثة.

### فئة محتوى مواقع التواصل الاجتماعي
| نوع الجائزة                                  | فئاتها                                                        | |
| -------------------------------------------- | ------------------------------------------------------------- | --- |
| محتوى مواقع التواصل الاجتماعي (Social Video) | - 1. فئة جائزة تيلي الخاصة بالأشخاص (People’s Telly Category) | فئة تيلي الخاصة بالتواصل الإجتماعي (People's Telly: Short Form / Social) : إنتاجات فيديو انترنت لا تقل مدتها عن دقيقتين. |
| محتوى مواقع التواصل الاجتماعي (Social Video) | - 2. فئة كرافت كاتيغوري (Craft Categories)                    | - فئة الإخراج الفني (Art Direction). - فئة الإخراج1 (Directing1). - فئة المونتاج (Editing). - فئة محتوى رسوم متحركة كامل (Fully Animated piece). - فئة تاريخ1 (History1) : محتوى يركز على التاريخ أو أحداث يتم إنشاؤه من أجل وسائل التواصل الاجتماعي. - فئة وسائل الإعلام المختلطة (Mixed Media). - الفيديو الأكثر انتشارًا (Most Viral). - فئة موشن غرافيك/تصميم (Motion Graphics/Design). - تصميم العنوان (Title Design). - فئة استخدام الرسوم المتحركة ثنائية الأبعاد (Use of 2D Animation). - فئة استخدام درجة تصوير 360 (Use of 360). - فئة استخدام الرسوم المتحركة ثلاثية الأبعاد (Use of 3D Animation). - فئة استخدام الكوميديا (Use of Comedy). - فئة استخدام قصص انستغرام (Use of Instagram Stories). - فئة استخدام البث المباشر (Use of Livestream). - فئة استخدام تقنية الإطار المربع (Use of Square Format). - فئة استخدام مخزون اللقطات (Use of Stock Footage ). - فئة استخدام تقنية التنسيق العمودي (Use of Vertical Format). - فئة التعليق الصوتي (Voiceover). |
| محتوى مواقع التواصل الاجتماعي (Social Video) | - 3. الفئات العامة (General Categories)                       | - فئة الفنون والترفيه (Arts & Entertainment). - فئة خدمات السيارات والمركبات (Auto & Auto Services) : نموذج قصير أو مقاطع فيديو اجتماعية تعرض منتجات ومنشآت وخدمات السيارات. - الجمال والموضة ونمط الحياة (Beauty, Fashion & Lifestyle). - فئة العلامة التجارية1 (Branding1) : المحتوى الذي تم إنشاؤه لوسائل التواصل الاجتماعي يركز على الترويج للعلامة التجارية أو الارتقاء بها. - فئة كوميديا (Comedy). - فئة صورة الشركة (Corporate Image) : كل المحتوى الذي تم إنشاؤه لوسائل التواصل الاجتماعي لإطلاق أو رفع صورة الشركة. - فئة شركات المسؤولية الاجتماعية1 (CSR: Corporate Social Responsibility1) : محتوى تم إنشاؤه خصيصًا لوسائل التواصل الاجتماعي لتعزيز جهود الشركة التي تتخذ إجراءات تجاه المسؤولية الاجتماعية. - فئة الثقافة ونمط الحياة (Culture & Lifestyle). - فئة D&I - فئة مباشر إلى المستهلك1 (D2C: Direct-to-Consumer1). - أداء الحفلات أو الرقص (Dance & Performance) : مقطع فيديو اجتماعي يوثق الرقص أو الكوريغرافيا أو الأداء. - وثائقي: نموذج طويل (أكثر من 40 دقيقة)1 (Documentary: Long Form (Above 40 minutes)1) : تم إنشاء محتوى الفيديو الاجتماعي لتوثيق الأشخاص أو الأحداث بوقت تشغيل يزيد عن 40 دقيقة. - وثائقي: نموذج قصير (أقل من 40 دقيقة)1 (Documentary: Short Form (Under 40 Minutes)1) : تم إنشاء محتوى فيديو اجتماعي لتوثيق الأشخاص أو الأحداث بوقت تشغيل أقل من 40 دقيقة. - فئة التعليم والاكتشاف (Education & Discovery). - فئة مؤسسة تعليمية1 (Educational Institution1). - فئة الأحداث (Events) : فيديو اجتماعي يعرض بشكل بارز الأحداث المباشرة أو المسجلة مسبقًا. - فئة اللياقة والصحة والعافية (Fitness, Health & Wellness). - فئة طعام وشراب (Food & Beverage) : نموذج قصير / مقاطع فيديو اجتماعية تعرض الأطعمة والمشروبات، بما في ذلك الوصفات والمطاعم والتعليقات وتاريخ الطهي وما إلى ذلك. - فئة الألعاب (Games) : نموذج قصير / مقاطع فيديو اجتماعية تم إنشاؤها للترويج للعبة. - فئة الصحة والأمان (Health & Safety) : فيديو اجتماعي يعرض بشكل بارز تعليمًا وتدريبًا حول صحة مشاهديه أو لياقتهم أو سلامتهم. - فئة الصحة والعافية (Health & Wellness). - فئة التاريخ1 (History1). - فئة الأحداث الهجينة (Hybrid Events) : الفيديو الاجتماعي الذي يعد جزءًا من حدث مختلط: تم إنشاؤه خصيصًا للتكامل الافتراضي كجزء من الحدث المختلط السالف الذكر. - فئة المؤثرين والمشاهير (Influencer & Celebrity). - فئة تعليمي (Instructional). - فئة وسائل الإعلام والترفيه (Media & Entertainment). - فئة المتاحف والمعارض (Museums & Galleries). - فئة موسيقى1 (Music1). - فئة الأخبار والمعلومات (News & Information). - فئة محتوى غير ربحي (Not For Profit). - فئة الحيوانات الأليفة أو الغير أليفة1 (Pets & Animals1). - فئة صناعة الأدوية (Pharmaceutical). - فئة تدوين صوتي (Podcast). - فئة الحملات السياسية (Political & Campaigns). - فئة برو بونو1 (Pro Bono1) : محتوى تم إنشاؤه خصيصًا لوسائل التواصل الاجتماعي دون مقابل لغرض أو مساهمة في قضية أو حركة. - فئة المنتج والخدمات1 (Product and Services1) : فيديو قصير أو مقاطع اجتماعية تتميز بالمنتجات أو الخدمات. - فئة الخدمة العامة والنشاط الاجتماعي (Public Service & Activism). - فئة التوظيف (Recruitment). - فئة الإنتاج عن بُعد (Remote Production). - فئة التأثير الإجتماعي (Social Impact). - فئة مسؤولية اجتماعية (Social Responsibility). - فئة الرياضة والترفيه (Social Responsibility) : فيديو قصير أو مقاطع اجتماعية تتميز بالمحتوى المتعلق بالرياضة أو الفرق الرياضية أو القضايا المتعلقة بالرياضة. - فئة الطلاب (Student). - فئة البيئة والإستدامة (Sustainability). - فئة برامج التوك شو/مقابلة (Talkshow/Interview). - فئة رحلة السفر والسياحة (Travel & Tourism). - فئة صحافة الفيديو1 (Video Journalism1) : محتوى يقدمه صحفي لغرض نشر الأخبار أو القصص الواقعية تم إنشاؤه على وجه التحديد لوسائل التواصل الاجتماعي أو المنصة الاجتماعية. - فئة الأحداث والخبرات الافتراضية (Virtual Events & Experiences). - فئة ثقافة مكان العمل (Workplace Culture). |
| محتوى مواقع التواصل الاجتماعي (Social Video) | - 4. فئات السلاسل (Series Categories)                         | - سلاسل: الرسوم المتحركة (Series: Animation). - سلاسل: الفنون والترفيه (Series: Arts & Entertainment). - سلاسل: خدمات السيارات والمركبات (Series: Auto & Auto Services). - سلاسل: الجمال والأزياء وأسلوب الحياة (Series: Beauty, Fashion & Lifestyle). - سلاسل: كوميديا (Series: Comedy). - سلاسل: الثقافة وأسلوب الحياة (Series: Culture & Lifestyle). - سلاسل: D&I. - سلاسل: وثائقي (Series: Documentary). - سلاسل: التعليم والاكتشاف (Series: Education & Discovery). - سلاسل: الطعام والمشروبات (Series: Food & Beverage). - سلاسل: الصحة والعافية (Series: Health & Wellness). - سلاسل: تعليمية (Series: Instructional). - سلاسل: وسائل الإعلام والترفيه (Series: Media & Entertainment). - سلاسل: المتاحف والمعارض (Series: Museums & Galleries). - سلاسل: الأخبار والمعلومات (Series: News & Information). - سلاسل: غير ربحية (Series: Not for Profit). - سلاسل: السياسة والحملات (Series: Political & Campaigns). - سلاسل: المنتجات والخدمات (Series: Products & Services). - سلاسل: الخدمة العامة والنشاط الاجتماعي (Series: Public Service & Activism). - سلاسل: التأثير الاجتماعي (Series: Social Impact). - سلاسل: المسؤولية الاجتماعية (Series: Social Responsibility). - سلاسل: الرياضة والترفيه (Series: Sports & Leisure). - فئة سلاسل: البيئة والإستدامة (Sustainability). - فئة سلاسل :التوك شو/مقابلة (Series: Talkshow/Interview). - سلاسل: السفر والسياحة (Series: Travel & Tourism). - سلاسل: الأحداث الإفتراضية والخبرات (Series: Virtual Events & Experiences). |

- 1 فئات مستحدثة.

## مواعيد التقديم والرسوم
تبلغ رسوم التقديم في الموعد النهائي للتمديد 185 دولارًا أمريكيًا للمشاركات الفردية و 285 دولارًا أمريكيًا للمشاركات الخاصة بالحملات والسلاسل.
- فتح باب التسجيل: 18 أكتوبر
- موعد التقديم المبكر: 9 ديسمبر
- موعد التقديم النهائي: 24 فبراير
- موعد النهائي للتمديد : 31 مارس
- يتم الإعلان عن الفائزين في مايو من كل سنة!

## وصلات خارجية
- الموقع الرسمي
- الفائزون يتيلي أواردز 2023
- الفائزون يتيلي أواردز 2022